# Guyandotte
La Guyandotte (anglais : Guyandotte River) est une rivière des États-Unis longue de 267 kilomètres, affluent de la rivière Ohio, donc un sous-affluent du Mississippi.

## Parcours
La rivière débute au sud-ouest du comté de Raleigh au confluent entre deux ruisseaux Winding Gulf et Stonecoal Creek et se dirige d'abord vers l'ouest à travers les comtés de Wyoming et Mingo. Puis la rivière change de direction et s'écoule vers le nord-ouest à travers les comtés de Logan, Lincoln et Cabell pour se jeter dans la rivière Ohio à Huntington à 8 kilomètres à l'est du centre-ville.
Un barrage a été construit sur la rivière dans le comté de Mingo et forme le lac R.D. Bailey.

## Principaux affluents
La rivière Mud se jette dans la rivière Guyandotte à Barboursville dans le comté de Cabell.

## Principales villes situées sur les rives de la rivière
- Barboursville, Chapmanville, Gilbert, Harts, Huntington, Logan, Man, Mullens, Pineville, West Hamlin, West Logan